# Mindless Faith
Mindless Faith – це електро-індастріал гурт з Балтимору, США. Гурт сформували у 1995 році брати Джейсон (Jason) та Кріс Севанік (Chris Sevanick), а також Пол Грін (Paul Green), Рік Фурр (Rick Furr), Кім Діл’я (Kim Dylla) і Моніка Дюрант (Monica Durant).

## Історія
Формування Mindless Faith почалося в 1995 році у Нью-Йорку, коли брати Джейсон (вокал) і Кріс (клавішні) Севанік об'єднали свій досвід у спільному музичному колективі. Після кількох місяців репетицій та живих виступів дует записує в червні 1995 року дебютний альбом "The Silence", і незалежно один від одного видає його під власним інді-лейблом AlterCulture Records. Альбом "The Silence"  спочатку був записаний на аудіокасеті і став доступним на компакт-диску лише у січні 1996 року. Згодом, він набув поширення через Metropolis Records та мережу National Record Mart, отримавши визнання з боку засобів масової інформації та музичної індустрії.
1999 року до гурту на місце ударника приєднався третій учасник Пол Грін (Paul Green), тоді як Корі Еплебі (Corey Appleby) залучався лише для живих виступів Mindless Faith.
Надалі гурт виступав на розігрівах таких команд як Sister Machine Gun та Psychotica до появи свого другого альбому "Manifest Destiny" у 2000 році.
В 2004 році гурт підписує контракт з американським лейблом Metropolis та німецьким Dependent Records.
2005 року Mindless Faith здобуває перемогу на конкурсі ремиксів NIN радіостанцій DC101 (Вашингтон), K-Rock (Нью-Йорк), WYSP (Філадельфія) та 97.9X (Вілкс-Барре) - виборовши, таким чином, зустріч з легендарним вокалістом NIN Трентом Резнором.
Mindless Faith також фігурує на 29 збірниках, що вийшли як під лейблами США так і Європи, випустив 16 реміксів, включаючи ремікси таких гуртів як Nine Inch Nails, Jane's Addiction,FLA.
Кілька треків Mindless Faith пролунало на MTV, наприклад у реаліті-шоу "Road Rules" та "The Real World".
Трек "Singular" звучав у  відеогрі Project Gotham Racing 3 для X-Box 360.
Багато років Mindless Faith проводить у турне США та Європою, в тому числі на відкритті концертів Skinny Puppy.
Після 2004 року Mindless Faith відроджує власний інді-лейбл AlterCulture Records (припинений через контракти з  Metropolis та Dependent Records) й продовжує випускати альбоми саме під цим лейблом, а також створює під ним у 2007 році сайд-проект братів Севанік Grains of Sound.

## Музичний стиль
Виринаючи з глибин андеграунду Mindless Faith поєднує в собі елементи EBM та індастріалу для створення особливого звучання, балансуючи між заплутаними електронними механізмами, шліфувальними текстурами та вибуховими ударами. Пошук оригінального звуку через призму панку та електронної музики допомогло колективу побудувати своє власне бачення індустріального року. Не обмежуючись стереотипами класичного звучання індустріальної музики, Mindless Faith додає до своїх творів випадкові елементи з хіп-хопу, регі-даб, тріп-хопу і навіть рідкісні елементи біг-бендів 1940-х та фанку 1970-х років. 

## Дискографія

### Студійні альбоми
| Рік  | Альбом                         | Лейбл                        |
| ---- | ------------------------------ | ---------------------------- |
| 1995 | The Silence                    | AlterCulture Records         |
| 2000 | Manifest Destiny               | AlterCulture Records         |
| 2004 | Momentum                       | Metropolis Dependent Records |
| 2007 | Medication For The Misinformed | AlterCulture Records         |
| 2012 | Just Defy                      | AlterCulture Records         |
| 2015 | Eden To Abyss                  | AlterCulture Records         |

### Збірки
| Рік  | Назва збірки                                  | Трек                                                      | Лейбл                        |
| ---- | --------------------------------------------- | --------------------------------------------------------- | ---------------------------- |
|      | SUBVERSION Comp. I                            | Prodigy                                                   | AlterCulture Records         |
|      | SUBVERSION Comp. II                           | Albatross                                                 | AlterCulture Records         |
| 1998 | SOUND FROM THE ASYLUM I                       | Our Way Down (Electro-Purity Mix)                         | Base Asylum                  |
| 1998 | INDUSTRIAL BABY                               | Contaminated (Demo Edit)                                  | Delinquent Records           |
| 1999 | NOD'S TACKLEBOX 'O FUN                        | When Doves Cry                                            | Reconstriction Records       |
| 1999 | SHELTER                                       | All These Years (Crash Mix)                               | Base Asylum                  |
|      | TIME CAPSULE                                  | All These Years (Crash Mix)                               | Blacklight Records           |
| 1999 | DISTENTION                                    | Rat Race, Strained, All These Years, Prodigy              | AlterCulture Records Sampler |
| 1999 | DARKNESS & THE MACHINE VOLUME II              | All These Years                                           | Carpe Mortem                 |
| 2000 | BASE ASYLUM: SOUND FROM THE ASYLUM TWO        | Ratrace (Edit)                                            | Base Asylum                  |
| 2000 | CRYONICA TANZ Vol.1                           | Stars & Stripes & Satellites                              | Cryonica Music               |
| 2001 | UNQUIET GRAVE III: UNEARTHING THE UNDERGROUND | All These Years                                           | Cleopatra Records            |
| 2001 | NEW FORMS OF ELECTRONIC BODY MUSIC Vol. 1     | Vultures                                                  | Bloodline Records            |
| 2002 | HACKED by SMP                                 | Chemical (Mindless Faith Remix)                           | Invisible Records            |
| 2002 | A TRIBUTE TO PRODIGY                          | Voodoo People                                             | Hypnotic Records             |
| 2002 | A TRIBUTE TO MARILYN MANSON                   | I Don't Like The Drugs (Bipolar Mix)                      | Cleopatra Records            |
|      | ELECTRAUMA Vol.5                              | Strained                                                  | Triton Records               |
| 2002 | BEST OF GOTHIC RADIO Vol. 1                   | Plaything                                                 | Dark Future                  |
| 2004 | SEPTIC 4                                      | Momentum (Euro Club Mix)                                  | Dependent                    |
| 2004 | CRYONICA TANZ Vol. 3                          | Momentum (Clone Mix)                                      | Cryonica                     |
| 2004 | INTERBREEDING III - XENOPHOBIC                | Stars & Stripes & Satellites (Alpha Remix by Dracos)      | BLC Productions              |
| 2004 | DEPENDENCE-NEXT LEVEL ELECTRONICS             | Canaan (Extended Mix)                                     | Dependent Records            |
| 2004 | INTERBREEDING IV: GEFAHRLICH                  | Canaan (Lukotyk Mutation)                                 | BLC Productions              |
| 2005 | SEX, DEATH & EYELINER (movie and soundtrack)  | Open Up                                                   | Dark Future                  |
| 2005 | DARK SONUS VOL. 1                             | Mindless Faith vs Deliccato - So Much For Salvation remix | Glitchmode Recordings        |
| 2007 | DEPENDENCE-NEXT LEVEL ELECTRONICS VOL.2       | Independence Day (Precursor mix)                          | Dependent Records            |
| 2007 | FXXK THE MAINSTREAM VOL. 1                    | Seabound vs Mindless Faith - Domination vs. Bound         | Alfa Matrix                  |
| 2008 | CYANOTIC PRESENTS: GEARS GONE WILD            | I'm Pretty Much Fucked (strip't mix)                      | Bitriot Records              |

### Ремікси
| Рік  | Назва/Формат | Трек                                                        | Автор/Співавтор                        | Лейбл                                                  |
| ---- | --- | ----------------------------------------------------------- | -------------------------------------- | ------------------------------------------------------ |
| 2002 | SMP - Hacked (CD, Album) | Chemicals                                                   | (Mindless Faith Mix)                   | Underground, Inc., Invisible                           |
| 2005 | Q.E.D. - Islands (Remixes) (CDr, Promo) | Islands (Mindless Faith vs. Valentin Club Mix)              | (Mindless Faith vs. Valentin Club Mix) |                                                        |
| 2005 | Nine Inch Nails | Nine Inch Nails - Only                                      | (Mindless Faith Mix)                   | Only official contest remix                            |
| 2006 | Hypofixx - Shattered From The Inside (CD, Maxi) | Hypofixx - Shattered From The Inside                        | (Mindless Faith Remix)                 | Lashdigit Records                                      |
| 2007 | Third Realm - Under The Black Light (CD, Album) | Thrid Relam - Forsaken                                      | (Mindless Faith Remix)                 | master created                                         |
| 2008 | Various - Advanced Electronics Vol. 6 (2xCD) | XP8 - Dreamt Of Blue                                        | (Mindless Faith Remix)                 | Synthetic Symphony                                     |
| 2008 | Various - Cryonica Tanz V.5 (2xCD, Comp) Interface - Destination Focus (CD, EP, Ltd)                                                                             | Interface - Destination                                     | (Mindless Faith Remix)                 | Cryonica Music Nilaihah Records                        |
| 2009 | Seabound - When Black Beats Blue [Rarities] (CD, Compilation, LE)                                                                                                | Domination Vs. Bound                                        | (Mindless Faith Remix)                 | Metropolis Records                                     |
| 2010 | Front Line Assembly - Angriff [Remix] (CD,EP) Front Line Assembly - Angriff [Remix] (7x file mp3)                                                                | Angriff (Mindless Faith Mix)                                | (Mindless Faith Remix)                 | Dependent Records Metropolis Records                   |
| 2010 | Velvet Acid Christ - Caustic Disco (7x file mp3) Velvet Acid Christ - Caustic Disco (7x file mp3) Various - Dependence - Next Level Electronics (CD,Compilation) | Velvet Acid Christ - Caustic Disco (Mindless Faith Remix)   | (Mindless Faith Remix)                 | Dependent Records Metropolis Records Dependent Records |
| 2010 | Daft Punk - The Game Has Changed (Mindless Faith Mix) неофіційний ремікс, доступний на You Tube, Soundcloud, Side-Line                                           | Daft Punk - The Game Has Changed (Mindless Faith Mix)       | (Mindless Faith Remix)                 | master created                                         |
| 2011 | Jane's Addiction - Irresistible Force (Mindless Faith Remix) (цифровий сингл)                                                                                    | Irresistible Force (Mindless Faith Remix)                   | (Mindless Faith Remix)                 |                                                        |
| 2012 | Unit 187 - Transfusion (CD, Album) | Rolling Vengeance (Mindless Faith Remix)                    | (Mindless Faith Remix)                 | Vendetta Music                                         |
| 2012 | Stars and The Sea - Beautiful Odd Girl (Mindless Faith Mix) (цифровий сингл)                                                                                     | Stars and The Sea - Beautiful Odd Girl (Mindless Faith Mix) | (Mindless Faith Mix)                   |                                                        |
| 2012 | Aesthetische - Powerswitch (Deluxe Bonus Tracks Version) (ALAC, Album)                                                                                           | Punch! (Remix by Mindless Faith)                            | (Mindless Faith Remix)                 | Alfa Matrix                                            |
| 2014 | Bombenkinder - Scumrise (Mindless Faith Remix) (цифровий сингл)                                                                                                  | Bombenkinder - Scumrise (Mindless Faith Remix)              | (Mindless Faith Remix)                 |                                                        |